# Hyatt Regency Tokyo
Le Hyatt Regency Tokyo (ハイアット リージェンシー 東京, haiatto rījenshī tōkyō) est un gratte-ciel haut de 116 m situé dans le quartier d'affaires de Nishi Shinjuku à Tokyo.